# Telkibányai P. István
Telkibányai P. István (másként: Telki-Bányai P. István, 17. század) református lelkész.

## Élete
Debrecenben tanult, ahol 1648. november 27-én lépett a felső osztályokba. 1653. március 13-án a franekeri egyetem hallgatói közé lépett, és 1654 tavaszán még ott volt. Egy utrechti kitérő után 1655. január 29-én ismét a franekeri egyetemre iratkozott be. Később a groningeni egyetemre ment át, melynek 1656-ban még hallgatója volt. 1656 tavasza után tért haza, ismeretlen helyen vállalt lelkészi állást. 1671-ben Szádalmáson működött, ahonnan amikor is elkergették, ám a bujdosók hadjáratával 1672 szeptembere környékén visszatért ide. «Almásról a kath. pap Bellényi pater, verés közt futni kényszerült. Vagyonát felprédálták; az egyházat Telkibányai István, a volt praedicator, Somoki mesterrel és Kígyósi harangozójával visszafoglalta és az oltárt összetörte». (Századok 1869. 92. l.). 1684 márciusában már Abaújkéren volt  lelkész. További sorsa ismeretlen.

## Munkái
- De Baptismo. Franekerae, 1654.
- De Eucharistia. Uo. 1654.
- Angliai Puritanismus... melly ennek előtte Deák nyelven kibocsáttatott Amesius Willyam... által: most pedig magyar nyelvre fordíttatott... Ultrajectum, 1654. (William Ames művének nyomán írt szövege válasz Miskolczi Csulyak Gáspár puritánellenes doktori disszertációjára.)
- Quaestio Theologica An Noae Diluvium fuerit Universale?... Groningae, 1656.